# Wapen van de heerlijkheid Laag Nieuwkoop

Het wapen van de heerlijkheid Laag Nieuwkoop werd bij Koninklijk Besluit van 13 maart 2003 bevestigd.

## Geschiedenis
Het wapen van de heerlijkheid Laag Nieuwkoop werd in 2003 bevestigd door de Hoge Raad van Adel op 9 april 2003 afgegeven. Dit gebeurde op verzoek van leden van de tak Ten Houte de Lange van de familie De Lange die eigenaar zijn van een deel van de eraan verbonden heerlijke rechten. De eerste van dat geslacht die eigenaar was van een deel van die heerlijke rechten was ir. Fulco Carel ten Houte de Lange (1916-2004); na zijn overlijden zijn delen van die rechten overgegaan op diens vier zonen die zich allen heer in Laag Nieuwkoop mogen noemen.

## Blazoenering
De blazoenering van het wapen luidt als volgt:
In goud een ankerkruis van keel.
Het wapen werd getekend door Piet Bultsma.
Aagtekerke
· Baak
· Bennebroek
· Blitterswijk
· Cadier
· Cleverskerke
· De Vuursche
· Dorenweerd
· Geersdijke
· Hemmen
· Hensbroek
· Hoogkerk, Leegkerk en Dorkwerd
· Kattendijke
· Kerkwijk
· Laag Nieuwkoop
· Lede en Oudewaard
· Lichtenberg
· Limmen
· Nederveen-Cappel
· Oostwaard
· Oostcapelle
· Poortvliet
· Sint Philipsland
· Verwolde
· Wanssum
· Westervoort
· Wisch
· Wiskerke
· Zaanen